# Asuaju de Sus (gmina)
Asuaju de Sus – gmina w Rumunii, w okręgu Marmarosz. Obejmuje miejscowości Asuaju de Jos i Asuaju de Sus. W 2011 roku liczyła 1441 mieszkańców.